# Anhanguera
Anhanguera (portugalsky starý ďábel) byl rod středně velkého ptakoještěra z období spodní křídy (alb), který žil v době před 112 miliony let. Jeho fosilie byly objeveny v geologickém souvrství Santana v severovýchodní Brazílii. Tento pterosaur je blízce příbuzný rodu Ornithocheirus a patří v rámci své vlastní čeledi Anhangueridae do nadčeledi Ornithocheiroidea.

## Popis
Anhanguera byl středně velký ptakoještěr vzdáleně příbuzný rodu Ornithocheirus. Jeho rozpětí křídel činilo asi 4,5 metru. Podobné formy pterosaurů známe z fosilních nálezů z mnoha míst světa, včetně Evropy.
Kostra těchto ptakoještěrů byla vysoce pneumatizovaná, což zvýšilo její efektivitu při letu. Detailní výzkum kostry počítačovým tomografem byl publikován v září roku 2021.
Fosilie podobných a patrně blízce příbuzných druhů anhangueridních pterosaurů jsou známé například také z Austrálie.
Mozek byl u tohoto ptakoještěra relativně malý, vážil dle většiny odhadů, založených na obrazech a modelech z počítačové tomografie, pouze kolem 8 gramů. Koncový mozek pak obsahoval dle odhadu z roku 2022 asi 189 milionů nervových buněk (neuronů), což je více než polovina telencefalických neuronů u současného jihoamerického hlodavce kapybary (306 milionů).

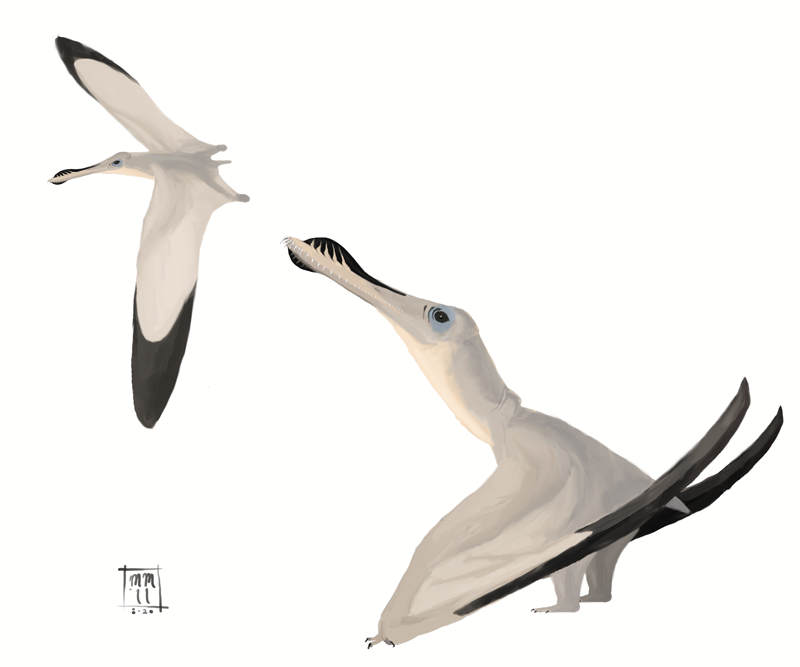
Rekonstrukce druhu Anhanguera blittersdorffi